# Oparara vallus
Espèce
Synonymes
- Ixeuticus vallus Marples, 1959

Oparara vallus est une espèce d'araignées aranéomorphes de la famille des Desidae.

## Distribution
Cette espèce est endémique de Nouvelle-Zélande. Elle se rencontre dans le Nord-Ouest de l'île du Sud.

## Description
Le mâle décrit par Marples en 1959 mesure 4,89 mm et la femelle 5,06 mm.

## Publication originale
- Marples, 1959 : The dictynid spiders of New Zealand. Transactions of the Royal Society of New Zealand, vol. 87, p. 333-361 (texte intégral).